# Theofiel Boemerang
Theofiel Boemerang is een regelmatig terugkerend bijpersonage in de stripreeks Suske en Wiske. 
Hij maakte zijn debuut in De Texasrakkers, een verhaal van Willy Vandersteen uit 1959. Daarnaast heeft hij bijrollen in de spin-offstripreeks Amoras en  De kronieken van Amoras. In 2018 verscheen het tweede hommagealbum aan Vandersteen, Boemerang, met daarin met name een belangrijke rol voor dit personage.
Theoefiel Boemerang is door analytici van de strip wel vergeleken met Serafijn Lampion, die vanaf De zaak Zonnebloem een vaste bijrol had in de Kuifje-strip van Hergé. Dit omdat Boemerang eenzelfde soort irritante humor heeft, terwijl de twee personages ook qua uiterlijk wel iets van elkaar weghebben. Mogelijk haalde Vandersteen voor Theofiel Boemerang dan ook inspiratie uit de strip van Hergé.

## Verhaallijnen
Theofiel is aanvankelijk een ietwat stuntelige zakenman die voortdurend grote partijen van een bepaald artikel (in zijn eerste verhaal gaat het vooral om stofzuigers) inkoopt, in de overtuiging ze met winst ("kleine percentjes") te kunnen doorverkopen en zo snel rijk te worden. Ofschoon Theofiel slechts zelden grote successen boekt en anderen soms van de regen in de drup brengt met zijn onbesuisde acties, komt zijn koopwaar op bepaalde momenten juist goed van pas. 
In latere verhalen raakt Theofiel enige tijd van het rechte pad en ontwikkelt hij zich tot een op macht beluste schurk. Uiteindelijk komt hij weer tot inkeer, maar gedreven door winstbejag zal hij samen met zijn vrouw Celestien door zijn handel regelmatig betrokken blijven raken bij kwalijke zaken. Celestien is zelf erg op luxe gesteld.
Theofiel blijkt uit een familie van vertegenwoordigers te stammen, zoals zijn neef Philomon (in De laaiende linies). Hun voorouder Bartolomeus Bhoemeranck probeerde ooit met zijn koopwaar naar Engeland te vluchten, maar zijn boot werd lekgeschoten door Spaanse soldaten.
In De hippe hommels (2024) blijkt het echtpaar een dochter te hebben, Cleo.

## Beroemde uitspraak
- "Kleine percentjes, rijke ventjes!"

## Verhalen
- De Texasrakkers (1959) - Theofiel Boemerang verkoopt in zijn debuutverhaal flessen Texas Dry Gin, stofzuigers en allerlei andere dingen.
- De windmakers (1960) - Theofiel en Celestien komen naast tante Sidonia wonen, met burenruzies tot gevolg.
- De wolkeneters (1961) - Theofiel ziet mogelijkheden voor een handelsreis naar de ruimte en wil proberen zijn stofzuigers daar te slijten.
- De schone slaper (1965) - de zaken van Theofiel gaan niet zo goed en daarom wil hij de toverstaf van Lili de Fee, die stiekem uit Fantasia is vertrokken omdat ze Jerom wilde bezoeken, gebruiken.
- De bokkige bombardon (1976) - Theofiel geeft alleen nog om geld en macht, hij chanteert de vrienden door Schanulleke te ontvoeren en heeft een gevaarlijke machine gebouwd.
- De bezeten bezitter (1989) - Theofiel verkoopt stukjes oerwoud in Brazilië, en vertelt de kopers precies wat ze willen horen.
- De slimme slapjanus (1993) - Theofiel verkoopt kaartjes voor de bokswedstrijd tussen Jerom en Lambik.
- De begeerde berg (1995) - Theofiel werkt als boerenknecht en Celestien als meid, omdat ze aan lager wal zijn geraakt, bij pachter Theo Vaessen. Theofiel brengt voor geld diepvriezers naar de Mont Blanc in opdracht van een geheimzinnige man, dit blijkt Krimson te zijn.
- Big Mother (2001) - Theofiel heeft zich met zijn verdiende geld ingekocht in de WTM (Winstgevende Televisie Maatschappij) en presenteert de televisiesensatie van het jaar: Big Mother, geleid door zijn vrouw Celestien. Zij heeft tante Sidonia uitgekozen om mee te doen omdat ze perfect past bij de mensen die ze zocht: niet erg ontwikkelde, licht ontvlambare onbenullen die bij voorkeur in geldnood zitten.
- De ongelooflijke Thomas (2001) - in dit verhaal is Theofiel (in de toekomst) directeur van het verzorgingstehuis de Krasse Knook.
- De ludieke les (2002) - Theofiel veroorzaakt bijna een ongeluk tijdens een verkeersles als de remmen van zijn vrachtwagen stuk blijken te zijn.
- De formidabele fantast (2005) - Theofiel wil een diamanten ring van 24 karaat als beloning als hij gevraagd wordt de vrienden te helpen met een avontuur op de Kalmthoutse heide. Hij helpt de vrienden door ze naar 1912 te flitsen met de teletijdmachine, aangezien professor Barabas hierbij ook meegaat en dit dus niet zelf kan doen. Hiermee is dit tot dusver het enige verhaal waarin professor Barabas niet zelf flitst met de teletijdmachine.
- De blikken blutser (2006) - Theofiel verschijnt als "koning Theofilus" met zijn Theofilus Harnassen NV (verkoop nieuwe en tweedehands harnassen en onderhoud), hij organiseert een toernooi waarmee hij wil bewijzen dat hij betere harnassen maakt dan zijn concurrenten.
- De tikkende tinkan (2007) - Theofiel staat ditmaal aan het hoofd van zijn eigen schoonmaakbedrijf T.O. Feel Cleen Schoonmaakartikelen. Hij sluit met behulp van spammails een geweldige zakendeal en een paar dagen later staat er een logo op de maan.
- De stralende staf (2009) - hier wordt hij een hulp  voor Sinterklaas.
- De laaiende linies (2011) - De vrienden ontdekken de stamboom van Theofiel en ontmoeten zijn neef Philomon, als ze op zoek gaan naar koopman Bartolomeus Bhoemeranck.
- De groffe grapjas (2015) - Theofiel wordt uitgenodigd op een wafelenbak van tante Sidonia.
- Boemerang (2018) - Theofiel ontpopt zich als dictator en heeft twee derde van de planeet in zijn macht. Hij heeft een gekmakend virus verspreid en wil rijk worden met de verkoop van een antimiddel daartegen.
- Ook in De zoevende zusters komt Celestien voor.
- De hippe hommels (2024) - Theofiel verkoopt gif, maar schakelt later over naar het verkopen voor zaken die nodig zijn om groenten en fruit te kweken. Hij wil niet dat zijn dochter moet leven in een dode wereld.
- De stenen samoerai (2025) - Theofiel wil aardappelen verkopen in Azië.

### Amoras
- In Wiske deelt hij gratis sigaretten uit in een krottenwijk. Hij is van plan na enige weken een winkel te openen als de mensen verslaafd zijn geworden. Ook zal hij dan kruimelzuigers verkopen, omdat er as en peuken in de hutten van de mensen verzameld zullen worden.
- In Barabas komen Lambik en Theofiel elkaar toevallig tegen. Theofiel ziet kansen door de vulkaan, door de ontstane as zullen de mensen zijn stofzuigers nodig hebben. Ze reizen samen naar professor Barabas, Jerom en tante Sidonia.

### De kronieken van Amoras
- In Gardavu! vindt Theofiel een robot en repareert haar. Hij verveelt zich, omdat Celestien er met haar yogaleraar vandoor is gegaan. Het blijkt een androïde te zijn en ze ontsnapt met zijn auto. Als hij aangifte wil doen, gelooft de politie zijn verhaal niet. Theofiel wordt met een ambulance afgevoerd, terwijl hij blijft zeggen dat er echt een androïde met zijn auto is weg gegaan.